# Zerge-tó
A Zerge-tó egy gleccsertó a Fogarasi-havasok déli lejtőjén, 2230 m magasságban. Innen ered a Zerge-patak, az Argeș egyik forrása.
Felülete közel 2 hektár, mélysége 11 m.
A tó közelében található a Bâlea-menedékház, innen is megközelíthető, akárcsak a Capra (Zerge)-menedékháztól, valamint a Salvamont (hegyimentők) 2000 m-en található bázisától.

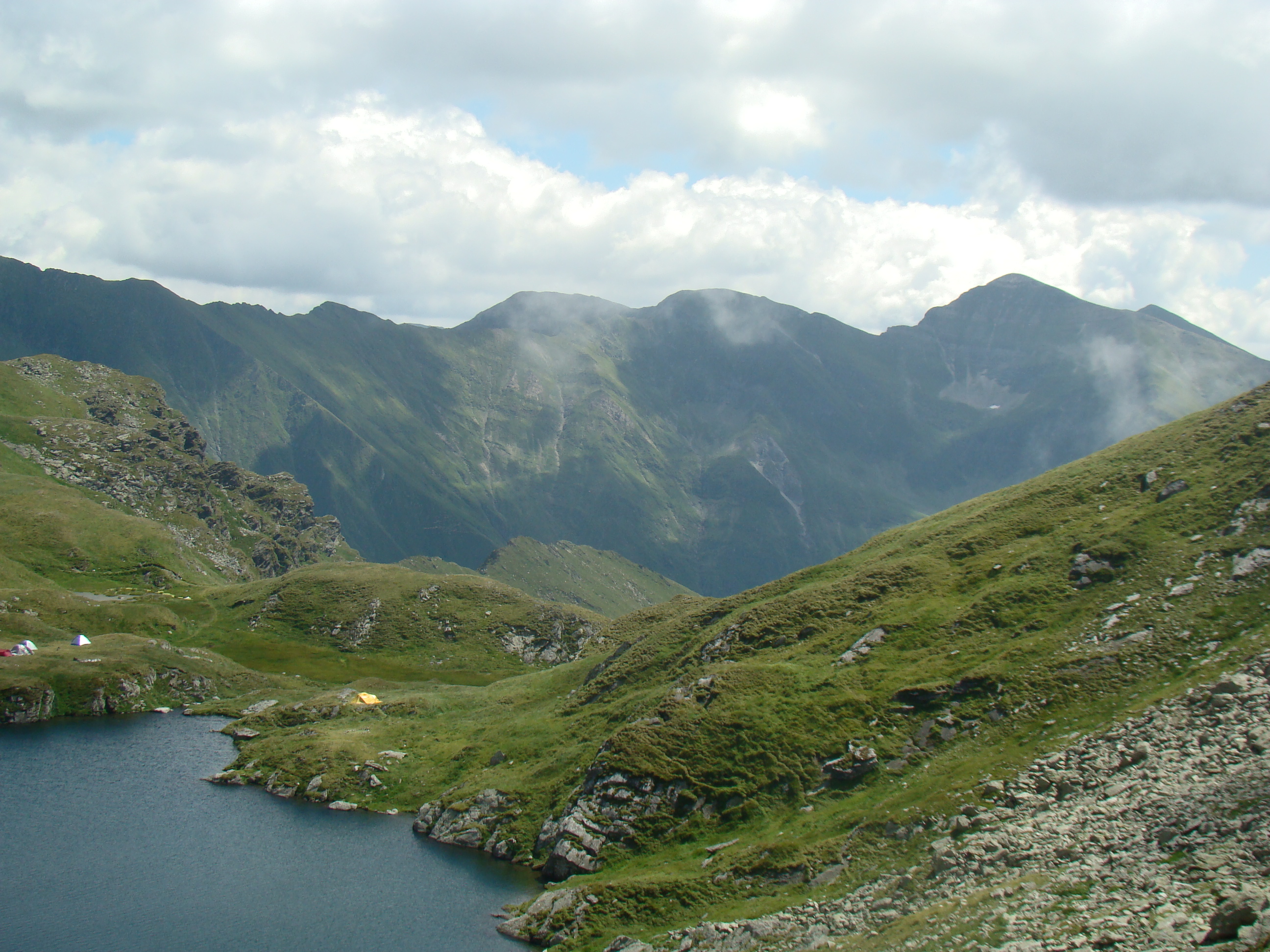

A tó közelében 4 alpinistának állítottak emléket, akit útban az Árpási-gerincre elkapott a lavina.